# Carlo Verdone
Pour les articles homonymes, voir Verdone.
Carlo Verdone, né le 17 novembre 1950 à Rome dans la région du Latium, est un acteur, scénariste, producteur et réalisateur italien. Acteur populaire en Italie, il est également un prolifique réalisateur et scénariste.

## Biographie
Carlo Verdone naît en novembre 1950 à Rome. Fils du professeur et critique de cinéma Mario Verdone (it), il profite du travail de son père pour rencontrer de grands réalisateurs tels que Pier Paolo Pasolini, Vittorio De Sica, Roberto Rossellini ou Michelangelo Antonioni. Avec son frère Luca, il s'amuse à projeter des films qu'il regarde avec ses amis le samedi soir, des films qui sont pour la plupart réalisés par Rossellini.
En 1969, il réalise son premier court-métrage, Poesia solare (it), avec une caméra que lui a vendue Isabella Rossellini, influencé par la culture des années 1970, avec notamment des chansons des Pink Floyd. Son deuxième court-métrage viendra deux ans plus tard, sous le titre d'Allegoria di primavera (it), suivi en 1973 par Elegia notturna (it).
Il s'inscrit au Centro Sperimentale di Cinematografia en 1972 et il en ressort deux ans plus tard avec un diplôme en réalisation grâce à son essai intitulé Anjuta, inspiré par une nouvelle de Tchekhov, et avec la participation d'acteurs affirmés comme Christian De Sica, Lino Capolicchio, Giovannella Grifeo (it) et Livia Azzariti (it). Il commence à la même période un cours de marionnettiste et démontre toutes ses grandes capacités aussi bien dans l'imitation que dans l'art de divertir le public.
Pendant l'université, il commence comme acteur dans le Gruppo Teatro Arte, dirigé par son frère Luca. Un soir, il dut interpréter quatre rôles différents sur scène, ce qui donna un résultat très comique. Puis il commencera à s'affirmer dans le cinéma.
D'abord en tant qu'assistant réalisateur, dans le film Quel movimento che mi piace tanto (it) de Franco Rossetti, puis dans quelques documentaires, et d'autres petits boulots avec Franco Zeffirelli.
Puis sa carrière commence vraiment à prendre de l'ampleur en 1979 avec la série télévisée Non Stop sur la Rai Uno. L'année suivante, il réalise, joue et écrit son premier film, Un sacco bello, produit par Sergio Leone. Puis les films s'enchaînent avec toujours beaucoup de succès, avec des personnages parfois extravagants, souvent bizarres, mais toujours drôles. Il a rendu ses personnages célèbres, ses dialogues également, et il est toujours aujourd'hui l'un des acteurs italiens les plus appréciés.
En un peu plus de vingt-cinq ans de carrière, il a été régulièrement plébiscité par le public et la critique et a reçu plusieurs prix notables, notamment le David di Donatello en tant que meilleur acteur et scénariste pour Maledetto il giorno che t'ho incontrato, ou encore celui de meilleur réalisateur pour Perdiamoci di vista.
Récemment, il a joué au cinéma dans Manuale d'amore 2: Capitoli successivi de Giovanni Veronesi, dans Il mio miglior nemico, avec Silvio Muccino, Grande, grosso e... Verdone (it) avec Claudia Gerini et Italians (it) de Giovanni Veronesi.
Il a été marié puis séparé avec Gianna Scarpelli avec qui il a eu deux enfants, Giulia Verdone et Paolo Verdone, qui ont fait des apparitions dans certains de ces films. Il est le frère du réalisateur Luca Verdone et de la productrice Silvia Verdone (it).

## Filmographie

### Comme acteur

#### Au cinéma
- 1975 : Quel movimento che mi piace tanto (it) de Franco Rossetti
- 1978 : Una settimana come un'altra (it) de Daniele Costantini (it)
- 1978 : La luna de Bernardo Bertolucci
- 1980 : Un sacco bello de Carlo Verdone
- 1980 : Bianco, rosso e Verdone de Carlo Verdone
- 1982 : In viaggio con papà d'Alberto Sordi
- 1982 : Morto Troisi, viva Troisi! de Massimo Troisi
- 1982 : Grand Hotel Excelsior de Castellano et Pipolo
- 1982 : Borotalco de Carlo Verdone
- 1983 : Acqua e sapone de Carlo Verdone
- 1984 : I due carabinieri (it) de Carlo Verdone
- 1984 : Cuori nella tormenta (it) d'Enrico Oldoini
- 1986 : Troppo forte de Carlo Verdone
- 1986 : Sette chili in sette giorni de Luca Verdone
- 1987 : Io e mia sorella de Carlo Verdone
- 1988 : Compagni di scuola de Carlo Verdone
- 1989 : Il bambino e il poliziotto (it) de Carlo Verdone
- 1990 : Stasera a casa di Alice de Carlo Verdone
- 1992 : Maledetto il giorno che t'ho incontrato de Carlo Verdone
- 1992 : Al lupo al lupo de Carlo Verdone
- 1994 : Perdiamoci di vista de Carlo Verdone
- 1995 : Viaggi di nozze de Carlo Verdone
- 1996 : Sono pazzo di Iris Blond de Carlo Verdone
- 1998 : Gallo Cedrone (it) de Carlo Verdone
- 1999 : Pillole, capsule e supposte (it) de Carlo Verdone
- 2000 : C'era un cinese in coma (it) de Carlo Verdone
- 2000 : Zora la vampira de Marco et Antonio Manetti
- 2003 : Ma che colpa abbiamo noi de Carlo Verdone
- 2004 : L'amore è eterno finché dura (it) de Carlo Verdone
- 2005 : Leçons d'amour à l'italienne (Manuale d'Amore) de Giovanni Veronesi
- 2006 : Il mio miglior nemico de Carlo Verdone
- 2007 : Leçons d'amour à l'italienne 2 (Manuale d'amore 2: Capitoli successivi) de Giovanni Veronesi
- 2008 : Grande, grosso e... Verdone (it) de Carlo Verdone
- 2009 : Io, loro e Lara de Carlo Verdone
- 2009 : Italians (it) de Giovanni Veronesi
- 2009 : Question de cœur (Questione di cuore) de Francesca Archibugi
- 2011 : L'amour a ses raisons (Manuale d'amore 3) de Giovanni Veronesi
- 2012 : Posti in piedi in paradiso de Carlo Verdone
- 2013 : La grande bellezza de Paolo Sorrentino
- 2014 : Sotto una buona stella (it) de Carlo Verdone
- 2016 ; L'abbiamo fatta grossa (it) de Carlo Verdone
- 2021 : Si vive una volta sola de Carlo Verdone

#### À la télévision
- 1977 : Del resto fu un'estate meravigliosa
- 1978 – 1979 : Non stop
- 1985 : Sogni e Bisogni

### Comme réalisateur
- 1969 : Poesia solare (it) (court-métrage de 18 min)
- 1971 : Allegoria di primavera (it) (court-métrage de 19 min)
- 1973 : Elegia notturna (it) (court-métrage de 22 min)
- 1980 : Un sacco bello
- 1981 : Bianco, rosso e Verdone
- 1982 : Borotalco
- 1983 : Acqua e sapone
- 1984 : I due carabinieri (it)
- 1986 : Troppo forte
- 1987 : Io e mia sorella
- 1988 : Compagni di scuola
- 1989 : Il bambino e il poliziotto (it)
- 1990 : Stasera a casa di Alice
- 1992 : Maledetto il giorno che t'ho incontrato
- 1992 : Al lupo al lupo
- 1994 : Perdiamoci di vista
- 1995 : Viaggi di nozze
- 1996 : Sono pazzo di Iris Blond
- 1998 : Gallo Cedrone (it)
- 1998 : Dialetti miei diletti[1]
- 1999 : Pillole, capsule e supposte (it)
- 2000 : C'era un cinese in coma (it)
- 2003 : Ma che colpa abbiamo noi
- 2004 : L'amore è eterno finché dura (it)
- 2006 : Il mio miglior nemico
- 2008 : Grande, grosso e... Verdone (it)
- 2009 : Io, loro e Lara
- 2012 : Posti in piedi in paradiso
- 2013 : Alberto il grande (it) (documentaire)
- 2014 : Sotto una buona stella (it)
- 2014 : Cenerentola[2]
- 2016 : L'abbiamo fatta grossa (it)
- 2018 : Benedetta follia
- 2021 : Si vive una volta sola

### Comme scénariste
- 1980 : Un sacco bello de Carlo Verdone
- 1981 : Bianco, rosso e Verdone de Carlo Verdone
- 1982 : In viaggio con papà d'Alberto Sordi
- 1982 : Borotalco de Carlo Verdone
- 1983 : Acqua e Sapone de Carlo Verdone
- 1984 : Cuori nella tormenta (it) de Carlo Verdone
- 1986 : Troppo forte de Carlo Verdone
- 1987 : Io e mia sorella de Carlo Verdone
- 1988 : Compagni di scuola de Carlo Verdone
- 1989 : Il bambino e il poliziotto (it) de Carlo Verdone
- 1990 : Stasera a casa di Alice de Carlo Verdone
- 1992 : Maledetto il giorno che t'ho incontrato de Carlo Verdone
- 1992 : Al lupo al lupo de Carlo Verdone
- 1994 : Perdiamoci di vista de Carlo Verdone
- 1995 : Viaggi di nozze de Carlo Verdone
- 1996 : Sono pazzo di Iris Blond de Carlo Verdone
- 1998 : Gallo Cedrone (it) de Carlo Verdone
- 1999 : Pillole, capsule e supposte (it) de Carlo Verdone
- 2000 : C'era un cinese in coma (it) de Carlo Verdone
- 2003 : Ma che colpa abbiamo noi de Carlo Verdone
- 2004 : L'amore è eterno finché dura (it) de Carlo Verdone
- 2006 : Il mio miglior nemico de Carlo Verdone
- 2008 : Grande, grosso e... Verdone (it) de Carlo Verdone
- 2009 : Io, loro e Lara de Carlo Verdone
- 2012 : Posti in piedi in paradiso de Carlo Verdone
- 2013 : Alberto il grande (it) (documentaire) de Carlo Verdone
- 2014 : Sotto una buona stella (it) de Carlo Verdone
- 2021 : Si vive una volta sola

### Comme producteur
- 2000 : Zora la vampira de Marco et Antonio Manetti

## Au théâtre
- 1977 : Tali e quali, écrit et interprété par Carlo Verdone, réalisé par Mauro De Sica
- 1977 : Rimanga fra noi, réalisé et interprété par Carlo Verdone
- 1979 - 1980 : Senti chi parla, réalisé et interprété par Carlo Verdone pour la Compagnia del Piccolo Eliseo de Giuseppe Patroni Griffi

## Prix et distinctions notables
- 1980 :
  - David di Donatello comme meilleur acteur débutant pour son rôle dans Un sacco bello
  - Ruban d'argent du meilleur acteur pour son rôle dans Un sacco bello
  - Biglietto d'oro pour Un sacco bello
- 1981 :
  - Ruban d'argent à Elena Fabrizi pour son rôle dans Bianco, rosso e Verdone
- 1982 :
  - David di Donatello pour Borotalco  comme meilleur film, comme meilleur acteur principal à (Carlo Verdone), comme meilleure actrice principale à (Eleonora Giorgi), comme meilleure musique de film à (Lucio Dalla) et (Fabio Liberatori), comme meilleur acteur de second rôle à (Angelo Infanti)
  - Prix Rizzoli à Eleonora Giorgi comme meilleure actrice principale pour son rôle dans Borotalco
  - Meilleure actrice principale pour son rôle son rôle à Eleonora Giorgi pour son rôle dans Borotalco au Festival de Montreal
- 1983 :
  - Prix Vittorio De Sica pour le cinéma italien
  - David di Donatello de la meilleure actrice dans un second rôle à Elena Fabrizi pour son rôle dans Acqua e sapone
- 1987 :
  - Biglietto d'oro pour Io e mia sorella
  - David di Donatello pour le scénario à Io e mia sorella
  - David di Donatello de la meilleure actrice dans un second rôle à Elena Sofia Ricci pour son rôle dans Io e mia sorella
  - Prix Stampa estera à Ornella Muti pour son rôle dans Io e mia sorella
- 1988 :
  - Biglietto d'oro pour Compagni di scuola
  - David di Donatello comme meilleure actrice de second rôle à Athina Cenci pour son rôle dans Compagni di scuola
- 1990 :
  - Biglietto d'oro pour Stasera a casa di Alice
- 1991 :
  - Biglietto d'oro pour Maledetto il giorno che t'ho incontrato
  - David di Donatello à Maledetto il giorno che t'ho incontrato comme meilleur film, meilleur acteur (Carlo Verdone), meilleure actrice de second rôle (Elisabetta Pozzi), meilleur scénario (Carlo Verdone et Francesca Marciano), meilleure photographie (Danilo Desideri), meilleur montage (Antonio Siciliano)
  - Ruban d'argent à Margherita Buy pour son rôle dans Maledetto il giorno che t'ho incontrato
  - Prix Stampa estera à Margherita Buy pour son rôle dans Maledetto il giorno che t'ho incontrato
  - Premier au Festival de Vevey (Suisse)
- 1992 :
  - Biglietto d'oro pour Al lupo al lupo
  - Ruban d'argent pour le scénario à Carlo Verdone, Filippo Ascione, Leo Benvenuti, Piero De Bernardi
  - Ruban d'argent pour la meilleure musique de film à Manuel De Sica
- 1993 :
  - Prix Sergio-Leone à Annecy Prix Lumière à Paris
  - Prix Ennio Flaiano comme meilleur acteur
- 1994 : David di Donatello du meilleur réalisateur pour Perdiamoci di vista
- 1995 : Biglietto d'oro pour Viaggi di nozze
- 1997 : Targa ANEC (pour la première fois)
- 2002 : Prix Sergio-Leone à Taormine
- 2003 :
  - Ruban d'argent pour la meilleure création de costumes à Maurizio Millenotti pour Ma che colpa abbiamo noi
  - Grolla d'oro comme meilleur acteur au Festival de Saint-Vincent
- 2004 : Prix pour sa carrière au MonteCarlo Film Festival
- 2005 :
  - Ruban d'argent de la meilleure actrice à Laura Morante pour son rôle dans L'amore è eterno finché dura
  - Ciak d'oro comme meilleur acteur pour son rôle dans Leçons d'amour à l'italienne (Manuale d'amore)
  - David di Donatello du meilleur acteur dans un second rôle pour Leçons d'amour à l'italienne (Manuale d'amore)
- 2006 :
  - Ruban d'argent du meilleur acteur dans un second rôle pour Leçons d'amour à l'italienne (Manuale d'amore)
  - Prix Margutta
- 2007 :
  - Biglietto d'Oro à Carlo Verdone pour son rôle dans Manuale d'amore 2 - Capitoli successivi
  - Prix François Truffaut pour sa carrière au Giffoni Film Festival
- 2008 :
  - David di Donatello Speciale pour 30 ans de cinéma
  - Prix Grinzane d'Oro (Stresa)
  - Telegatto de Platine (TV Sorrisi e Canzoni)
- 2013 : Ruban d'argent du meilleur acteur dans un second rôle pour La grande bellezza.